# جواز مرور الأمم المتحدة
جواز مرور الأمم المتحدة هو وثيقة سفر يصدر من قبل الأمم المتحدة وفقا لأحكام المادة السابعة من الاتفاقية عام 1946 بشأن امتيازات وحصانات الأمم المتحدة  في مكاتبها في نيويورك وجنيف وكذلك من قبل منظمة العمل الدولية. واعتبارا من 30 أبريل 2010 كان هناك 35577 جوازات المرور تم إصداره.

## صفحة الاسم والتوقيع
تحتوي صفحة البيانات على منطقة مرئية ومنطقة يمكن للآلة قراءتها تحتوي المنطقة المرئية على صورة فوتوغرافية لحاملها وبيانات حول جواز السفر وبيانات حول حامل الجواز تشبه إلى حد كبير جواز السفر العادي. لم يتم ذكر جنسية ومكان ميلاد حامل جواز السفر في يولب ، ولكن يتم استخدام الأمم المتحدة في مجالات مشابهة لبلد الإصدار .

## حدود جواز المرور مقارنة بجواز السفر
لا يتم التعامل مع جواز مرور الأمم المتحدة كجواز سفر ساري المفعول لأغراض الحصول على تصريح سفر إلكتروني لزيارة كندا.

## الأشخاص الذين لا يحق لهم الحصول على جواز مرور
لا يحق عادةً لبعض فئات الأشخاص العاملين لدى الأمم المتحدة أو المنتسبين إليها الحصول على جواز مرور ، على سبيل المثال: سفراء النوايا الحسنة ، ورسل السلام ، ومستشارو منظمات الأمم المتحدة وصناديقها وبرامجها ، والخبراء الموفدون في بعثات للأمم المتحدة ، والمتعاقدين الأفراد والمؤسسات. ومع ذلك ، وفقًا للمادة 22 من اتفاقية امتيازات الأمم المتحدة وحصاناتها ، يجوز إصدار شهادة من الأمم المتحدة للأفراد المعينين كخبراء في بعثات للأمم المتحدة ، وهي ليست وثيقة سفر قانونية ولكنها تعمل على التصديق أن حاملها يسافر في مهمة رسمية نيابة عن الأمم المتحدة أو وكالة متخصصة أو منظمة ذات صلة.